# Ligyra cingulata
Ligyra cingulata är en tvåvingeart som först beskrevs av Wulp 1885.  Ligyra cingulata ingår i släktet Ligyra och familjen svävflugor. Inga underarter finns listade i Catalogue of Life.